# Prix international Cosmos
Le Prix international Cosmos est créé en 1993 pour commémorer l'exposition horticole de 1990 à Osaka, au Japon. Chaque année, le Prix BIE-Cosmos reconnaît un ensemble de travaux considérés comme ayant contribué à faire progresser la compréhension des relations entre les organismes vivants et de l'interdépendance entre la vie et l'environnement.

## Historique
L'objectif du prix est de développer le concept de base de l'exposition, « la coexistence harmonieuse entre la nature et l'humanité ». Il est décerné chaque année par la Fondation commémorative de l'Exposition internationale des jardins et de la verdure d'Osaka (Fondation Expo '90).
Le prix, qui peut être décerné à un individu ou à une équipe, consiste en un certificat, une médaille et une récompense monétaire, actuellement de 40 millions de yens. Il est décerné lors d'une cérémonie organisée chaque automne, au cours de laquelle la personne ou l'équipe concernée prononce une conférence commémorative et participe à un symposium organisé en son honneur.
Le nom du prix, « Cosmos », fait référence à la fleur de Cosmos qui a fleuri pendant l'Exposition, et au mot grec ancien kosmos qui signifie « univers en harmonie ». Le prix est décerné pour la première fois en 1993, au directeur des jardins botaniques royaux de Kew, Sir Ghillean Prance.

## Sujet
Le prix est décerné pour des travaux de recherche et/ou des réalisations exceptionnelles qui promeuvent la philosophie de la "coexistence harmonieuse entre la nature et l'humanité". Le prix met également en lumière des travaux de recherche et/ou des réalisations qui utilisent non seulement des méthodes analytiques et réductrices, mais qui prônent également une perspective globale et font preuve d'une vision intégrée et à long terme. Le prix reconnaît les réalisations dans les domaines des sciences naturelles et sociales, des sciences humaines et des arts.

## Lauréats[3]
- 1993 – Ghillean Prance
- 1994 – Jacques Barrau
- 1995 – Tatsuo Kira
- 1996 – George B. Schaller
- 1997 – Richard Dawkins
- 1998 – Jared M. Diamond
- 1999 – Wu Zheng-Yi
- 2000 – David Attenborough
- 2001 – Anne W. Spirn
- 2002 – Charles Darwin Research Station (en)
- 2003 – Peter H. Raven
- 2004 – Julia Carabias Lillo
- 2005 – Daniel Pauly
- 2006 – Raman Sukumar (en)[4]
- 2007 – Georgina Mace
- 2008 – Phan Nguyên Hồng (en)
- 2009 – Gretchen Cara Daily
- 2010 – Estella Bergere Leopold (en)
- 2011 – Le Comité directeur scientifique du Recensement de la vie marine
- 2012 – Edward O. Wilson
- 2013 – Robert Treat Paine
- 2014 – Philippe Descola
- 2015 – Johan Rockström[5]
- 2016 – Kunio Iwatsuki [6]
- 2017 – Jane Goodall
- 2018 – Augustin Berque
- 2019 – Stuart Pimm (en)
- 2020 – Pas de prix attribué à cause de la pandémie de Covid-19[7]
- 2021 – Peter Bellwood[8],[2]
- 2022 – Felicia Keesing[9]
- 2023 – Kristin Shrader-Frechette (en)[10]
- 2024 – William J. Sutherland (en)[1]